# Modern Guilt
Modern Guilt – ósmy i ostatni album Becka Hansena nagrany dla wytwórni Interscope (wcześniej Geffen), kończący jego kontrakt. W Europie został wydany przez XL Recordings. Wyprodukowany przez Becka i Danger Mouse znanego z grupy Gnarls Barkley. Przy dwóch utworach współpracowała amerykańska wokalistka znana jako Cat Power. Album cechuje mieszanka elektroniki i garażowego/psychodelicznego rocka z lat 60. i 70.

## Lista utworów
Wszystkie utwory napisane przez Becka Hansena, poza oznaczonymi inaczej.
1. "Orphans" – 3:15
2. "Gamma Ray" – 2:56
3. "Chemtrails" – 4:40
4. "Modern Guilt" – 3:14
5. "Youthless" – 2:59
6. "Walls" (Beck/Danger Mouse/Paul Guiot/Paul Piot) – 2:22
7. "Replica" – 3:25
8. "Soul of a Man" – 2:36
9. "Profanity Prayers" – 3:43
10. "Volcano" – 4:28

## Single
- Chemtrails
- "Gamma Ray"
- "Youthless"